# تیمو آیراکسینن
تیمو آیراکسینن (انگلیسی: Timo Airaksinen؛ زادهٔ ۲۵ آوریل ۱۹۴۷) فیلسوف اهل فنلاند است.